# Bugsier-, Reederei- und Bergungsgesellschaft
Die Bugsier-, Reederei- und Bergungsgesellschaft mbH & Co. KG ist eine heute zur Fairplay-Gruppe gehörende deutsche Reederei mit Sitz in Hamburg, die sich auf Seeschiffsassistenz (Schlepperbetrieb), Bergung und Offshore-Einsätze spezialisiert hat.

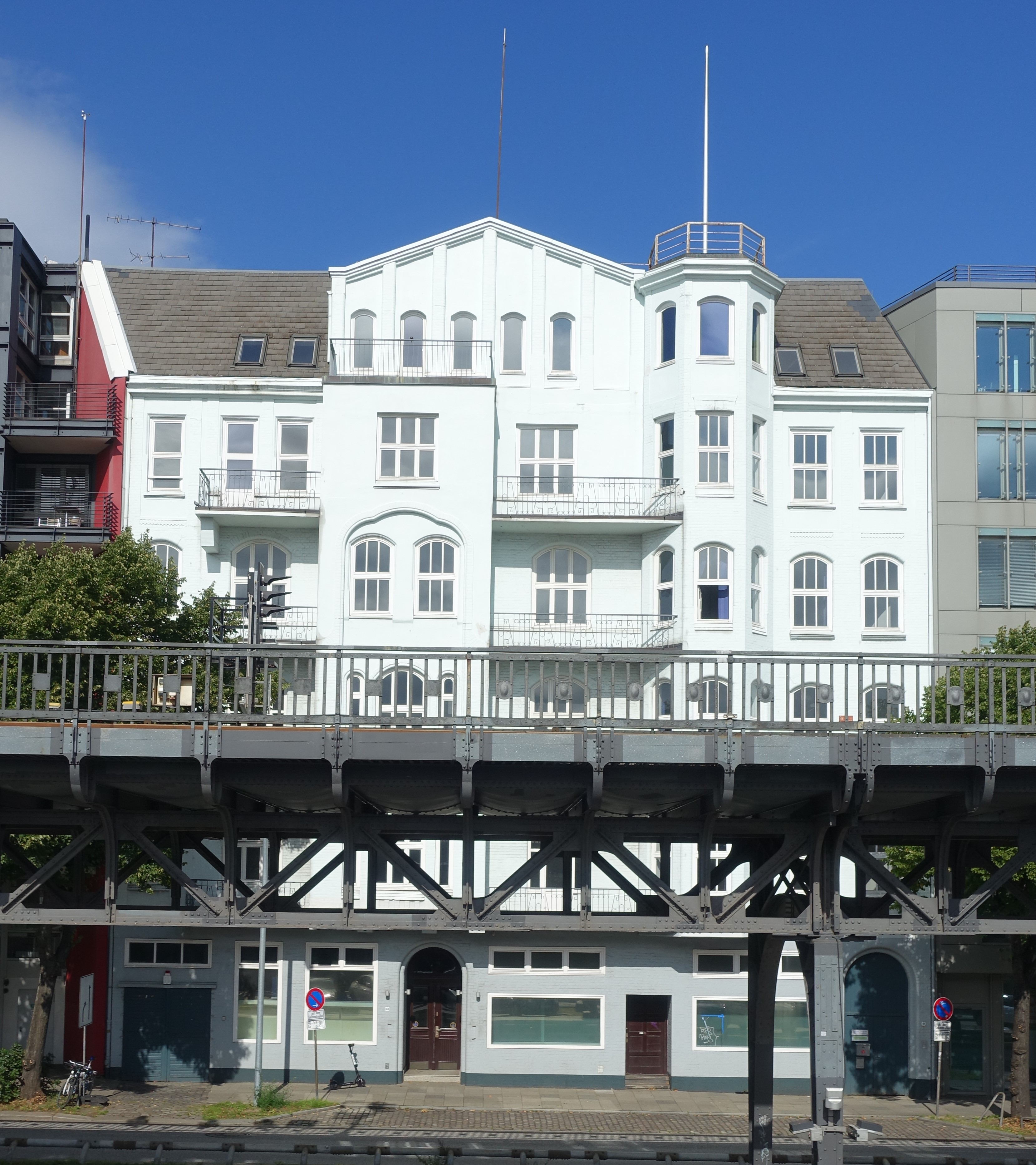
Frühere Firmenzentrale der Bugsier-, Reederei- und Bergungsgesellschaft, Johannisbollwerk 10, Hamburg

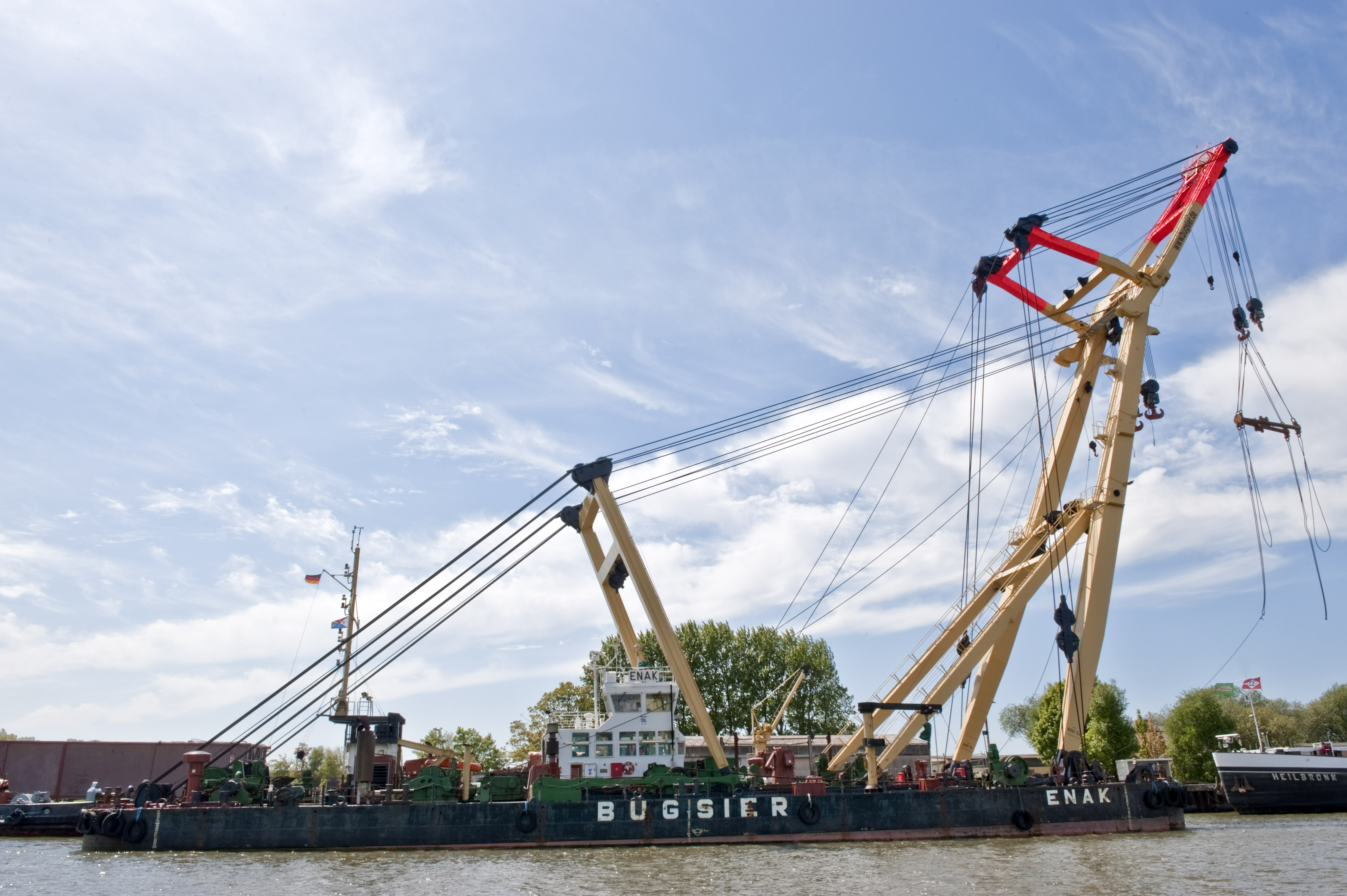
Schwimmkran Enak in Bremerhaven

## Firmengeschichte
Das Unternehmen wurde am 6. Januar 1866 unter dem Namen Vereinigte Bugsir-Dampfschiff-Gesellschaft von mehreren Reedern in Hamburg gegründet. Sie fusionierte mehrfach mit anderen Firmen und wechselte dabei auch mehrfach den Namen. So wurde sie 1898 in Vereinigte Bugsir- und Frachtschiffahrt umbenannt, nachdem sie sich mit der A. G. Leichtergesellschaft zu Hamburg zusammengetan hatte. Die Hermes (I) war der erste Motorschlepper, der 1923 für die Reederei gebaut wurde. Sie war 40,6 m lang, 6,96 m breit und hatte einen Tiefgang von 3,7 m. Ihre beiden Maschinen leisteten 1600 PS.
1926 ging der Hauptteil der Aktien in die Hände der Familie Schuchmann aus Geestemünde/Bremerhaven über.
In den 1950er, 1960er und 1970er Jahren bereederte die Firma eine Reihe von Stückgutfrachtschiffen, die z. B. in der Fahrt zwischen Nordeuropa und Südafrika eingesetzt wurden und hatte im Baakenhafen am Schuppen 33 A eine Stauerei. 1994 übernahm Bugsier 80 % der Anteile an der Firma T&S Transport und Service GmbH & Co. KG, in der die Schleppaktivitäten der Reederei HAPAG-Lloyd zusammengefasst waren und die 2004 vollständig eingegliedert wurde.
Seit dem 6. November 1995 firmiert die Reederei als Bugsier-, Reederei- und Bergungsgesellschaft mbH & Co. KG.
2002 entstand mit dem Bugsier Mooring Service in Bremerhaven eine neue Tochtergesellschaft.
2017 fusionierte das Unternehmen mit der Fairplay-Reederei. Die Fusion wurde am 8. November vollendet.

## Dienstleistungen und Fahrzeuge
Bugsier verfügte 2015 über 28 See- und Hafenschlepper, einen Bergungskran und vier Seepontons. Außerdem bereedert Bugsier im Auftrag des Bundes und der Küstenländer drei Ölbekämpfungsschiffe. Neben der Seeschiffsassistenz bietet das Unternehmen auch Bergungen und Seeverschleppungen an. Zudem ist das Unternehmen an der Arbeitsgemeinschaft Küstenschutz beteiligt. Weitere Aufgaben sind das Versetzen von Ölplattformen im europäischen Raum, Kranarbeiten bis 600 t, Pontontransporte, sowie Öl- und Schadstoffunfallbekämpfung. Die Tochtergesellschaft Bugsier Mooring Service bietet einen Festmacherdienst für das gesamte Hafengebiet von Bremerhaven an.
Darüber hinaus bietet Bugsier Dienstleistungen bei Projektierung, Konstruktion und Entwicklung von Spezialschiffen für die Offshore-Windindustrie an.

### Schlepper
| Name       | Baujahr | Vermessung (Bruttoraumzahl) | Pfahlzug (Tonnen) | Leistung (KW) | Leistung (ca. PS) | Antrieb                                                           | Status/Bemerkungen                                                              |
| ---------- | ------- | --------------------------- | ----------------- | ------------- | ----------------- | ----------------------------------------------------------------- | ------------------------------------------------------------------------------- |
| Nordic     | 2010    | 3.300                       | 201               | 17.200        | 23.385            | 2× MTU 20V8000M71GSB 2× Verstellpropeller mit Kortdüse            | in Dienst, Notschlepper der ARGE Küstenschutz                                   |
| Oceanic    | 1969    | 2.294                       | 178               | 9.700         | 13.200            | 2× Deutz SBV 12M640 2× Festpropeller mit Kortdüse                 | 1975 modifiziert, 1985 remotorisiert, 2012 verkauft und umbenannt in Osman Khan |
| Bugsier 10 | 2009    | 485                         | 86                | 4.800         | 6.530             | 2× Wärtsilä 8L26B2 2× Rolls-Royce Propellergondel mit Kortdüse    | in Dienst                                                                       |
| Bugsier 9  | 2009    | 485                         | 84                | 4.800         | 6.530             | 2× Wärtsilä 8L26B2 2× Rolls-Royce Propellergondel mit Kortdüse    | in Dienst                                                                       |
| Bugsier 8  | 2014    | 440                         | 72                | 4.498         | 6.116             | 2× ABC 12(V)DZC1000 2× Schottel-Ruderpropeller SRP 4000 CP        | in Dienst                                                                       |
| Bugsier 7  | 2014    | 440                         | 72                | 4.498         | 6.116             | 2× ABC 12(V)DZC1000 2× Schottel-Ruderpropeller SRP 4000 CP        | in Dienst                                                                       |
| Bugsier 6  | 2007    | 397                         | 84                | 5.020         | 6.825             | 3× Wärtsilä 8L20 3× Wärtsilä / Lips-Propellergondel mit Kortdüse  | in Dienst                                                                       |
| Bugsier 5  | 2008    | 380                         | 82,2              | 4.800         | 6.530             | 3× Wärtsilä 8L20 3× Wärtsilä / Lips-Propellergondel mit Kortdüse  | in Dienst                                                                       |
| Bugsier 4  | 2008    | 456                         | 80                | 4.800         | 6.530             | 3× Wärtsilä 8L20 3× Wärtsilä / Lips-Propellergondel mit Kortdüse  | in Dienst                                                                       |
| Bugsier 2  | 2006    | 430                         | 63                | 4.100         | 5.576             | 2× Deutz-MWM SBV 9M628 2× Aquamaster Propellergondel mit Kortdüse | in Dienst                                                                       |
| Bugsier 3  | 2006    | 430                         | 63                | 4.100         | 5.576             | 2× Deutz-MWM SBV 9M628 2× Aquamaster Propellergondel mit Kortdüse | in Dienst                                                                       |
| Bugsier 1  | 2005    | 382                         | 63                | 4.100         | 5.576             | 2× Deutz-MWM SBV 9M628 2× Aquamaster Propellergondel mit Kortdüse | in Dienst                                                                       |
| Stella     | 1998    | 359                         | 51                | 3.690         | 5.018             | 2× Deutz-MWM SBV 9M628 2× Voith-Schneider                         | in Dienst                                                                       |
| Bugsier 19 | 1997    | 359                         | 50                | 3.690         | 5.018             | 2× Deutz-MWM SBV 9M628 2× Voith-Schneider                         | in Dienst                                                                       |
| Bugsier 20 | 1997    | 359                         | 50                | 3.690         | 5.018             | 2× Deutz-MWM SBV 9M628 2× Voith-Schneider                         | in Dienst                                                                       |
| Bugsier 21 | 2000    | 359                         | 50                | 3.690         | 5.018             | 2× Deutz-MWM SBV 9M628 2× Voith-Schneider                         | in Dienst                                                                       |
| Wal        | 1992    | 287                         | 46                | 3.170         | 4.315             | 2× MaK 8M332 C 2× Voith-Schneider                                 | in Dienst                                                                       |
| Wolf       | 1993    | 287                         | 46                | 3.170         | 4.315             | 2× MaK 8M332 C 2× Voith-Schneider                                 | in Dienst                                                                       |
| Arion      | 1979    | 249                         | 35                | 1.985         | 2.700             | 2× MaK 8M331 2× Voith-Schneider                                   | in Dienst                                                                       |
| Florian    | 1985    | 251                         | 32                | 1.765         | 2.400             | 2× Deutz SBV 6M628 2× Voith-Schneider                             | in Dienst                                                                       |
| Luchs      | 1991    | 229                         | 31                | 2.000         | 2.720             | 2× Deutz SBV 6M628 2× Voith-Schneider                             | in Dienst                                                                       |
| Stier      | 1990    | 219                         | 31                | 2.000         | 2.720             | 2× Deutz SBV 6M628 2× Voith-Schneider                             | 2020 verkauft an Otto Wulf und in Wulf 5 umbenannt                              |
| Bugsier 11 | 1977    | 181                         | 30                | 1.280         | 1.740             | 2× Deutz SBA 6M528 2× Schottel-Ruderpropeller mit Kortdüse        | war 2014 nicht mehr in Dienst                                                   |
| Bugsier 14 | 1978    | 190                         | 30                | 1.280         | 1.740             | 2× Deutz SBA 6M528 2× Schottel-Ruderpropeller mit Kortdüse        | in Dienst                                                                       |
| Bugsier 15 | 1991    | 239                         | 31                | 2.250         | 3.060             | 2× Deutz-MWM SBV 6M628 2× Voith-Schneider                         | in Dienst                                                                       |
| Bugsier 16 | 1992    | 239                         | 31                | 2.250         | 3.060             | 2× Deutz-MWM SBV 6M628 2× Voith-Schneider                         | in Dienst                                                                       |
| Bugsier 17 | 1992    | 240                         | 31                | 2.250         | 3.060             | 2× Deutz-MWM SBV 6M628 2× Voith-Schneider                         | in Dienst                                                                       |
| Bugsier 18 | 1992    | 240                         | 31                | 2.250         | 3.060             | 2× Deutz-MWM SBV 6M628 2× Voith-Schneider                         | in Dienst                                                                       |
| Bär        | 1982    | 207                         | 26                | 1.600         | 2.176             | 2× Deutz-MWM SBV 6M628 2× Voith-Schneider                         | in Dienst                                                                       |
| Mars       | 1985    | 207                         | 26                | 1.600         | 2.176             | 2× Deutz-MWM SBV 6M628 2× Voith-Schneider                         | 2023 umbenannt in Fairplay-53                                                   |
| Steinbock  | 1977    | 203                         | 25                | 1.560         | 2.121             | 2× Deutz-MWM SBA 8M528 2× Voith-Schneider                         | in Dienst                                                                       |

### Schwimmkran
- Enak[9] (gebaut 1967 bei der Gutehoffnungshütte Sterkrade AG, modifiziert 1983, Tragkraft etwa 600 t; zum Jahresende 2017 an das Hamburger Unternehmen Lührs Schifffahrt GmbH verkauft)

### Pontons
- Seeponton 1 (Baujahr 1972, Decksfläche: 810 Quadratmeter, Tragfähigkeit: 1.500 t)
- Seeponton 2 (Baujahr 1972, Decksfläche: 900 Quadratmeter, Tragfähigkeit: 1.600 t)
- Seeponton 5 (Baujahr 1977, Decksfläche: 900 Quadratmeter, Tragfähigkeit: 1.600 t)

### Ölbekämpfungsschiffe
- Knechtsand
- MPOSS[10][11]
- Westensee

## Frühere Schiffe der Reederei (Auswahl)
- Hermes (I) (1923–1944) durch Bombentreffer in Frankreich gesunken, danach wieder in Fahrt unter französischer Flagge
- Hermes (IV) (1956–1976) gebaut bei der Schichau Unterweser AG, Bremerhaven (Werft-Baunummer 1668)
- Atlantic (I) (1939–1943) gebaut bei der Deschimag, Werk AG Weser, Bremerhaven (Werft-Baunummer 965), am 9. Oktober 1943 durch Bombentreffer in Gotenhafen gesunken
- Atlantic (II) (1959–1975) gebaut bei der Schichau Unterweser AG, Bremerhaven (Werft-Baunummer 1695)
- Atlas (V) (1959–1977) gebaut bei der Schichau Unterweser AG, Bremerhaven unter der Werft-Baunummer 1698
- Pacific (1962–1984) gebaut bei der Schichau Unterweser AG, Bremerhaven (Werft-Baunummer 1719)
- Heros (III) (1965–1979) gebaut bei der Schichau Unterweser AG, Bremerhaven (Werft-Baunummer 1729)
- Albatros (III) (1965–1985) gebaut bei der Schichau Unterweser AG, Bremerhaven (Werft-Baunummer 1734)
- Baltic (1969–1986) gebaut bei der Schichau Unterweser AG, Bremerhaven (Werft-Baunummer 1745)
- Arctic (1969–1990) gebaut bei der Schichau Unterweser AG, Bremerhaven (Werft-Baunummer 1746)
- "Caribic" (1977–1985) gebaut bei der Schiffswerft Max Sieghold, Bremerhaven (Werft-Baunummer 178)

Die folgenden vier Schiffe mit je 125 t Pfahlzug wurden sämtlich bei der Schichau Unterweser AG gebaut:
- Wotan (IV) (1972–1990), gesunken, abgebrochen (Werft-Baunummer: 1756)
- Titan (III) (1974–1992), verkauft nach Vietnam (Werft-Baunummer: 1757)
- Simson (IV) (1973–1994), zur Yacht umgebaut (Werft-Baunummer: 2253)
- Atlantic (III) (1975–1993), verkauft nach Griechenland[12] (Werft-Baunummer: 2254)

Außerdem wurde für die zur Bugsier- und Bergungsreederei AG gehörende Reederei Schuchmann der Schlepper
- Seefalke (II) (1970–1989) gebaut bei der Schichau Unterweser AG, Bremerhaven unter der Werft-Baunummer 1749

Zu den Stückgutfrachtschiffen gehörten folgende Schiffe:
- Cuxhaven (1956–1971) gebaut bei den Nordseewerken, Emden unter der Werftbaunummer 285
- Geestemünde (1956–1971) gebaut bei den Nordseewerken, Emden unter der Werftbaunummer 286
- Hannoverland (1966–1983) gebaut bei den Nordseewerken, Emden unter der Werftbaunummer 392
- Neuharlingersiel (1961–1978) gebaut bei den Howaldtswerken Hamburg unter der Werftbaunummer 947
- Ostfriesland (1962–1977) gebaut bei den Howaldtswerken Hamburg unter der Werftbaunummer 948
- Weserland (1970–1984) gebaut bei den Nordseewerken, Emden unter der Werftbaunummer 412

## Besondere Einsätze
- 1956 erfolgte die erste Räumung des Sueskanals mit den Schleppern Hermes und Wotan sowie den Hebeschiffen Energie und Ausdauer.
- 1967 wurde der Bau der Hochseeschlepper Oceanic und Arctic in Auftrag gegeben. Die Oceanic ist nach wie vor einer der leistungsfähigsten Schlepper, die je gebaut wurden. Sie wurde bis Ende 2010 im staatlichen Auftrag als Notschlepper in der Nordsee vorgehalten.
- Mit den Kränen Thor und Roland und den Schleppern Bugsier 26 und wiederum Hermes führte die Bugsier 1978/79 die zweite Räumung des Sueskanals durch.

## Galerie

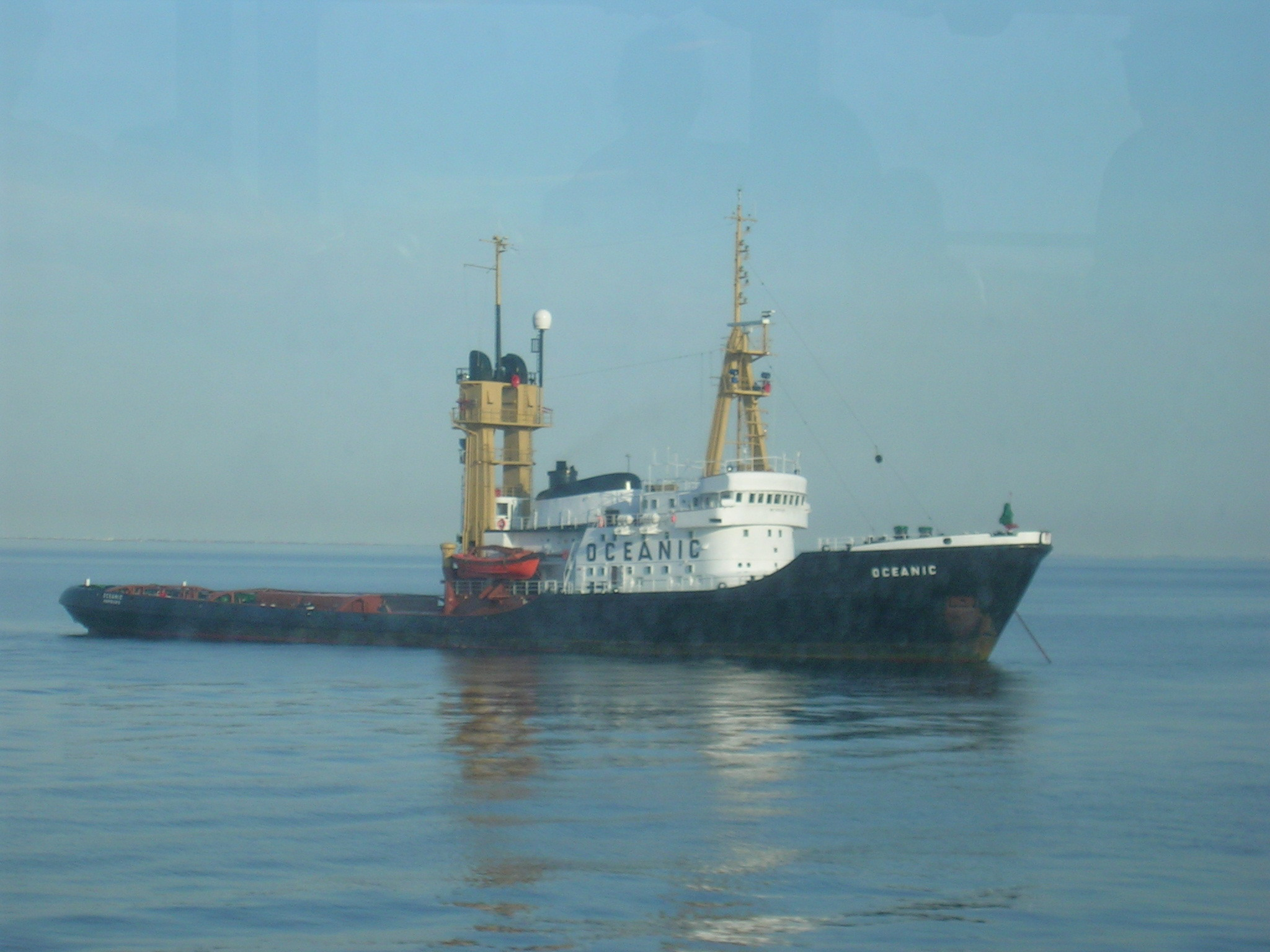
Oceanic auf Reede vor Norderney
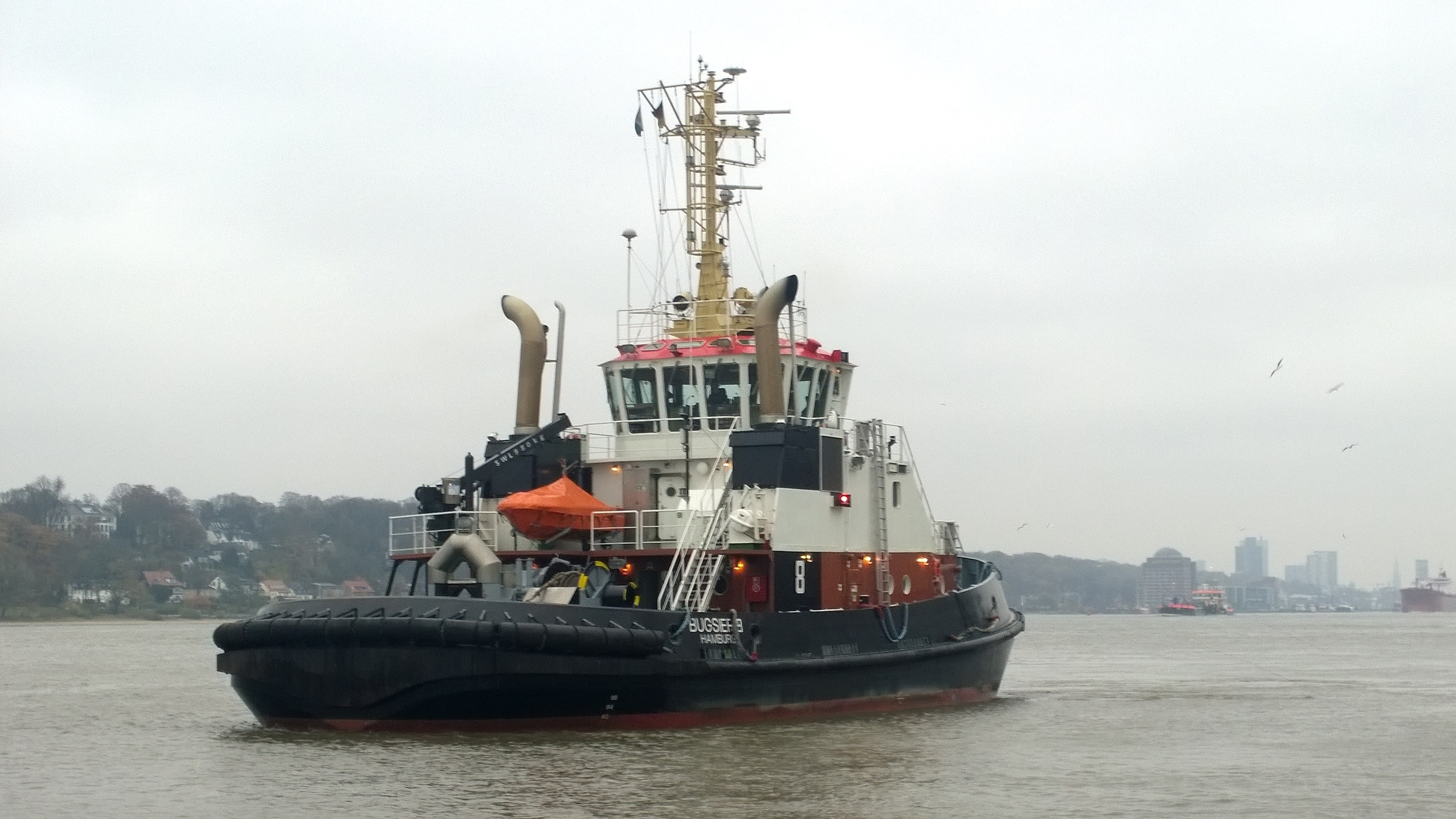
Bugsier 8 auf der Elbe bei Hamburg
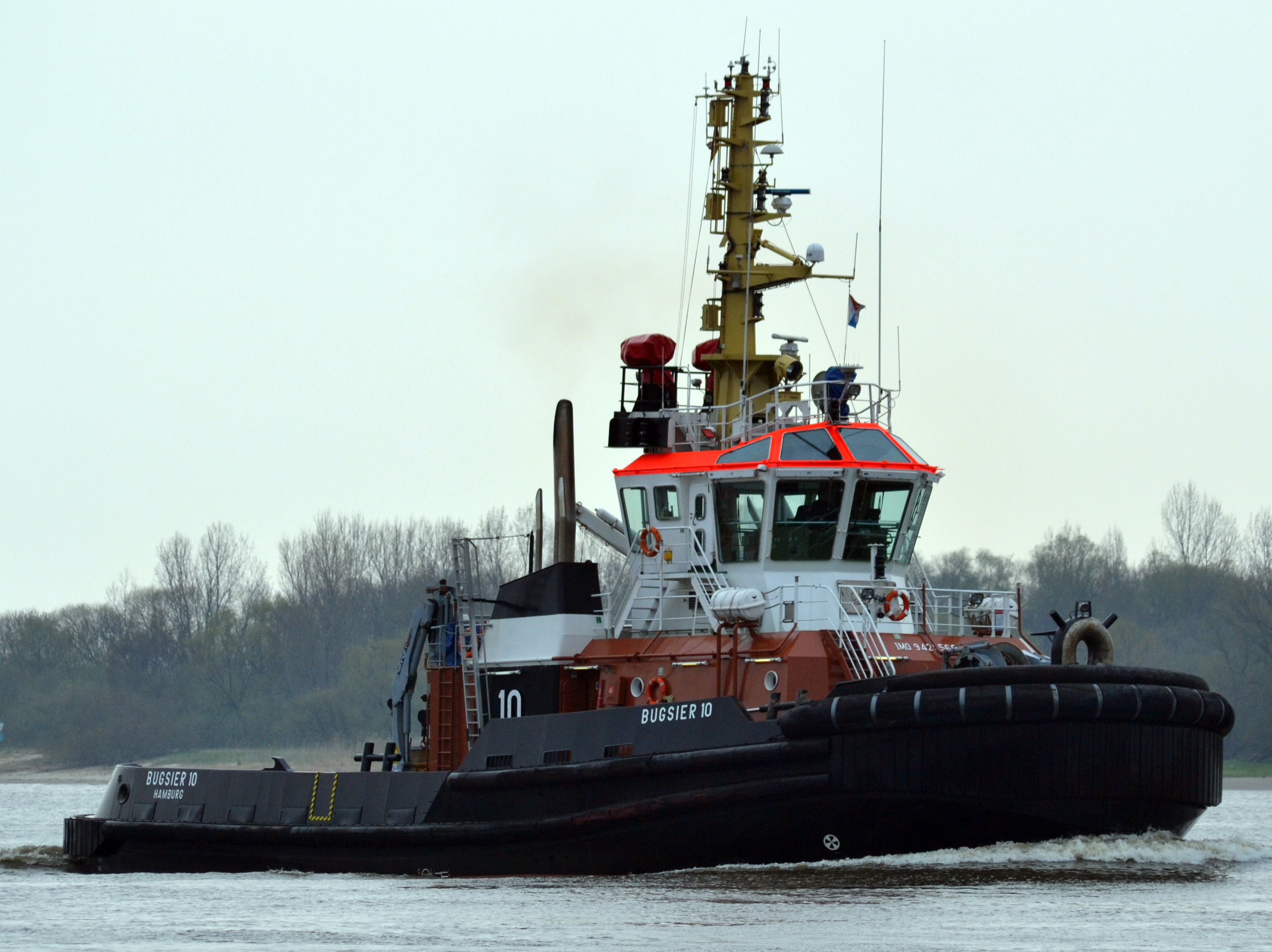
Bugsier 10 auf der Elbe bei Hamburg
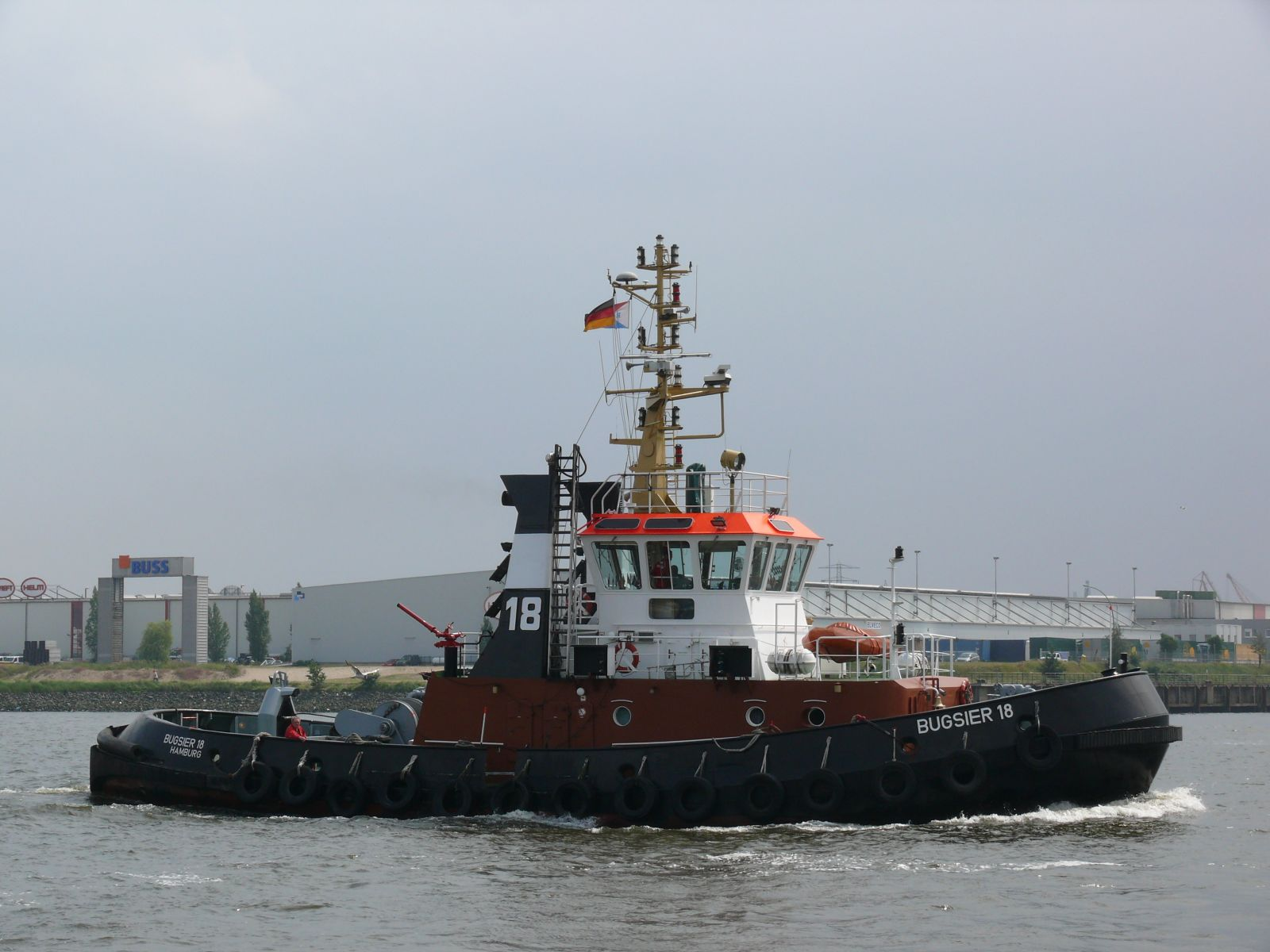
Bugsier 18 auf der Elbe bei Hamburg
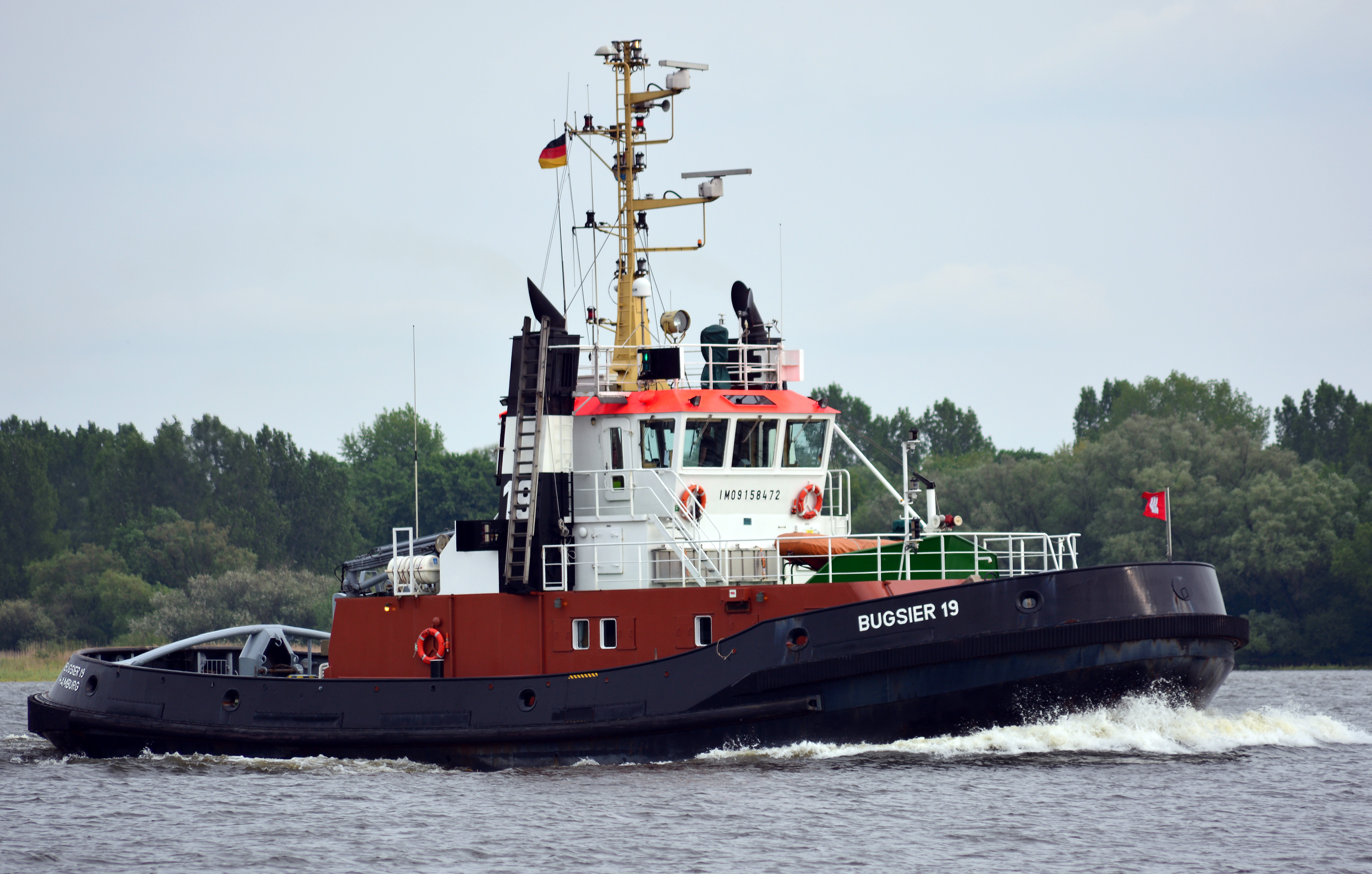
Bugsier 19 auf der Elbe bei Hamburg
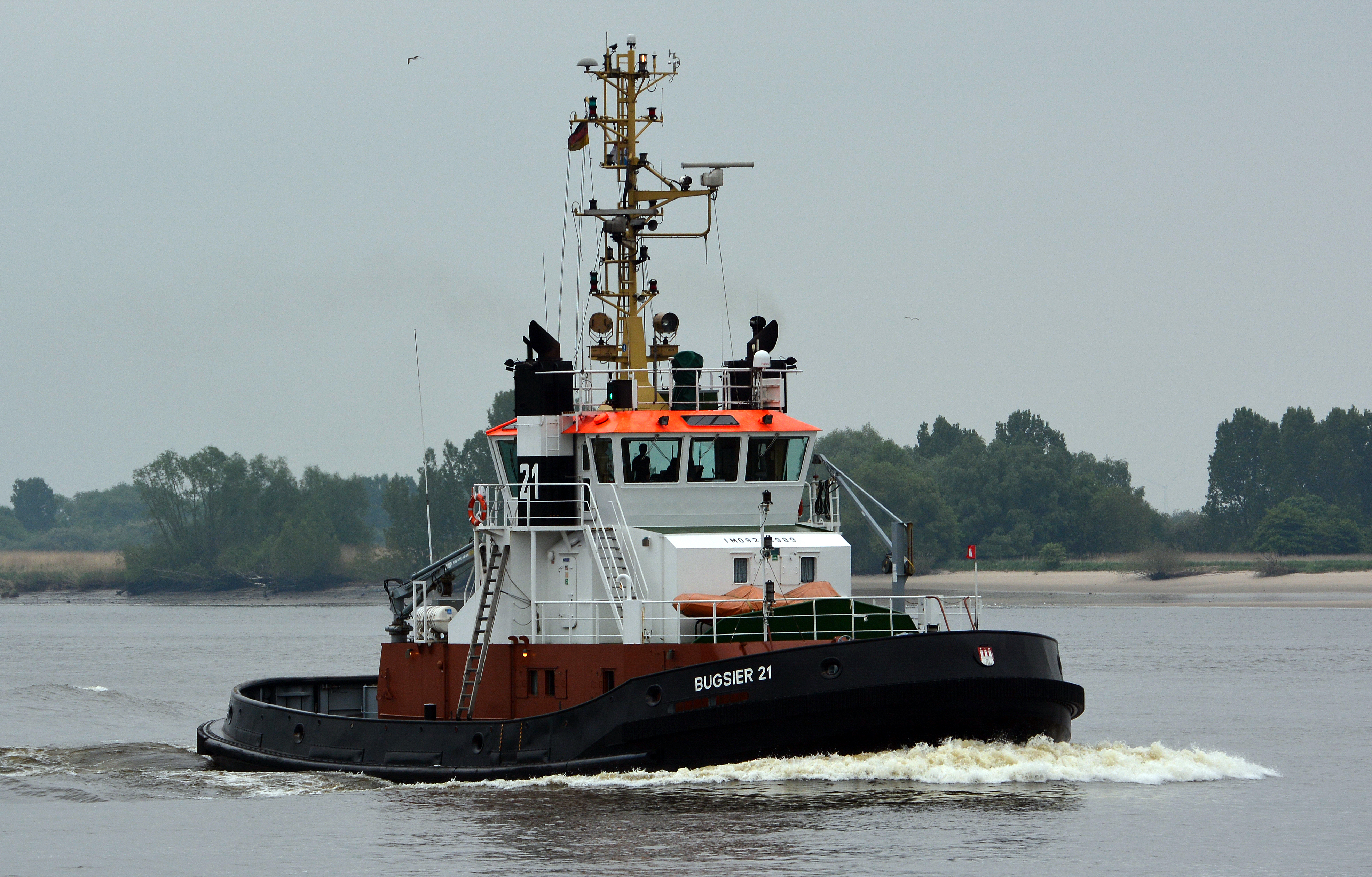
Bugsier 21 auf der Elbe bei Hamburg